# Velîka Luka, Lîpova Dolîna
Velîka Luka (în ucraineană Велика Лука) este un sat în comuna Podilkî din raionul Lîpova Dolîna, regiunea Sumî, Ucraina.

## Demografie
Componența lingvistică a localității Velîka Luka
     Ucraineană (95,06%)
     Rusă (4,94%)
Conform recensământului din 2001, majoritatea populației localității Velîka Luka era vorbitoare de ucraineană (95,06%), existând în minoritate și vorbitori de rusă (4,94%).